# Нуртас
Нурта́с (каз. Нұртас) — село у складі Сауранського району Туркестанської області Казахстану. Входить до складу Ушкаїцького сільського округ.
У радянські часи село називалось Амангельди або Жаїльма.
Населення — 1491 особа (2021; 1585 у 2009, 1577 у 1999, 1323 у 1989).